# Fogadom
A Fogadom (angolul: The Vow) 2012-ben bemutatott amerikai romantikus filmdráma, melyet Michael Sucsy rendezett. A főbb szerepekben Channing Tatum és Rachel McAdams látható. A film Kim és Krickitt Carpenter igaz története alapján készült.
Világpremierje 2012. február 8-án volt Los Angelesben. Bár gyenge kritikákat kapott, bevételi szempontból sikert aratott.

## Cselekmény
Az ifjú szerelmes pár, Leo (Tatum) és felesége, Paige (McAdams) nemrég házasodtak össze. Szeretnék élvezni közös életüket, azonban tragikus dolog történik: egy autóbaleset következtében Paige kómába esik, ám mikor magához tér, semmire sem emlékszik, férjéről sincs semmi emlékképe. Leónak kitartónak és erősnek kell lennie, hogy újra megszeresse élete szerelme.

## Szereplők
| Színész         | Szerep                      | Magyar hang        |
| --------------- | --------------------------- | ------------------ |
| Channing Tatum  | Leo Collins                 | Dévai Balázs       |
| Rachel McAdams  | Paige Collins               | Major Melinda      |
| Sam Neill       | Bill Thornton, Paige apja   | Haás Vander Péter  |
| Jessica Lange   | Rita Thornton, Paige anyja  | Kútvölgyi Erzsébet |
| Jessica McNamee | Gwen Thornton, Paige nővére | Balsai Móni        |
| Wendy Crewson   | Dr. Fishman                 | Takács Andrea      |
| Tatiana Maslany | Lily                        | Bánfalvi Eszter    |
| Lucas Bryant    | Kyle                        |                    |
| Scott Speedman  | Jeremy                      | Dolmány Attila     |

## Fordítás
- Ez a szócikk részben vagy egészben  a   The Vow (2012 film) című angol Wikipédia-szócikk ezen változatának fordításán alapul.  Az eredeti cikk szerkesztőit annak laptörténete sorolja fel. Ez a jelzés csupán a megfogalmazás eredetét és a szerzői jogokat jelzi, nem szolgál a cikkben szereplő információk forrásmegjelöléseként.